# Torebka tłuszczowa nerki

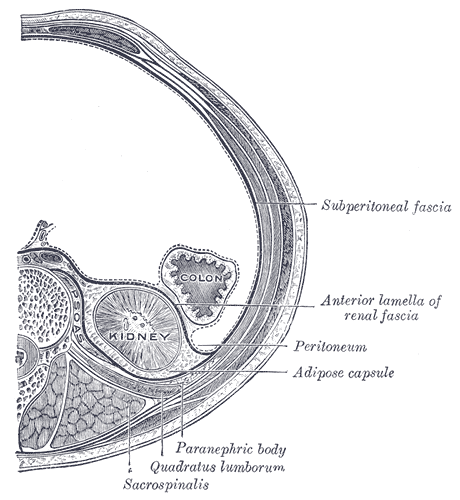
Przekrój poprzeczny, relacje między osłonkami nerki a innymi strukturami

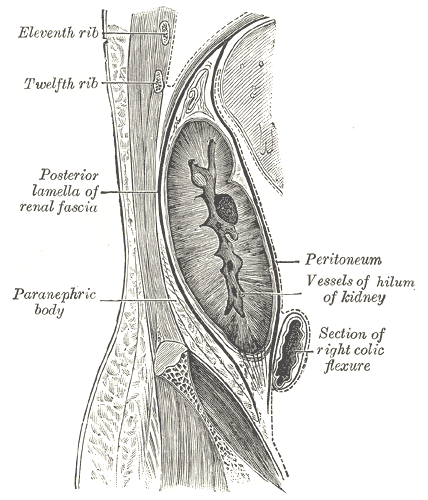
Przekrój strzałkowy, relacje między osłonkami nerki a innymi strukturami

Torebka tłuszczowa nerki (łac. capsula adiposa renis) – zbudowana z tkanki tłuszczowej osłonka otaczająca nerkę z nadnerczem i wypełniającą przestrzeń powięzi nerkowej. Torebka tłuszczowa nie przylega bezpośrednio do miąższu nerki, leży właściwie na torebce włóknistej nerki. 
Grubość torebki jest zależna od wieku i stanu odżywienia, najczęściej wynosi około 2–3 cm. Jest ona mniejsza u noworodków i osób z niedoborem masy ciała. U osób silnie wychudzonych zdarza się, że dochodzi do całkowitego zaniku tkanki tłuszczowej okołonerkowej. Ponadto grubość torebki tłuszczowej bywa różna w różnych jej częściach – po stronie przedniej są miejsca, w których jest brak tkanki tłuszczowej i torebka włóknista przylega bezpośrednio do powięzi nerkowej.
Główną funkcją torebki tłuszczowej jest utrzymanie nerki w odpowiednim położeniu anatomicznym i ochrona przed urazami mechanicznymi.